# 나도풍란속
호접란속(Phalaenopsis)은 난초과에 속하는 속으로, 약 60종이 있다. 남중국, 대만, 인도 아대륙, 동남아시아 (타이, 필리핀, 말레이시아, 인도네시아 등), 뉴기니섬, 비스마르크 제도, 퀸즐랜드주가 원산지이다. 원예학적으로 'Phal'라는 약어로 통용되며, '나비를 닮았다는 뜻으로 호접란'이라고 불린다. 간혹 얕은 아마추어들에 나도풍란속이라 칭하는 경우가 있으나 합법적인 이름이 아니다. 교배종의 경우, 전세계적으로 가장 대중적인 난초이지만, 원종의 경우는 대중적이지 않은 경우가 많다. 한국에는 나도풍란 겨우 1종이 자생한다

## 설명
그리스어에서 유래된 학명 '팔레놉시스'는 'Phalen-like(나방과 같은)'에서 유래되었고, 이는 대형 나방의 하나의 속인 'Phalaena 속'의 유래와 일치된다. 이러한 이름의 유래는 호접란속에 속하는 몇몇 종(Phal. amabilis 계통)의 자태에서 유래됐다고 본다.

대부분의 종은 나무의 수피에 착생하여 자라는 착생란이고, 일부(Phalaenopsis amabilis, Phalaenopsis cochlearis)는 바위에 착생하여 자란다. 자연상태에서 많은 종들은 일년 내내 습하고, 햇빛이 나뭇잎에 산란되는 공간 아래에서 자라난다. 허나 몇몇 종들은 계절적으로 건조하고, 시원한 환경에서 자란다. 종에 따라 동계에 잎이 낙엽이 지는 종이 존재한다.
나도풍란속은 포복줄기와 벌브를 가지고 있지 않은 단경성 난에 속한다. 하나의 줄기에선 하나에서 둘 이상의 딱딱하고, 윤기있는 잎들이 양옆으로 자라나며, 정아에서의 잎이 자라는 동시에 하단부의 잎은 노화되어 탈락되는 과정이 반복된다. 만약 해당 개체가 건강할 경우, 종에 따라 10개 이상의 잎이 자라날 수 있다고 한다. 화아는 줄기와 잎의 사이에서 발생된다. 호접란속의 화기는 종마다 다양하며 15일정도에서 기본적으로 한달 혹인 2개월정도로 매우 길다.

## 분류학
이 속은 두 개의 그룹으로 분류된다:
- 길고 가지가 있는 꽃차례(최대 1m 길이)가 있으면서, 장미빛이나 흰 색조를 띄는 크고 둥근 꽃들이 있는 종의 그룹.
- 줄기가 짧고, 더 확현한 색조를 띄는 덜 둥근 밀납질의 꽃들이 있는 종의 그룹.

라운키에르의 식물생태학 용어로서 이 식물들은 착생 식물이다.
Doritis Lindl. and Kingidium P.F.Hunt 속의 경우, DNA 계통 연구 끝에 나도풍란속으로 편입되었다.

## 생태학
나도풍란속의 경우 페닐프로파노이드 효소들은 각기 다른 수준의 광합성 광양자에서 식물의 환경 순응 과정을 통해 강화된다.

## 하위 종
- 나도풍란 (P. japonica) (Rchb.f.) Kocyan & Schuit.
- P. amabilis 아마빌리스 호접란 (보름달 난초; 필리핀에서 인도네시아를 거쳐 뉴기니와 호주 북부까지)
  - P. amabilis subsp. amabilis (East Malaysia to Papuasia).
  - P. amabilis subsp. amabilis forma Grandiflora (the Philippines - Palawan island).
  - P. amabilis subsp. moluccana (Northeastern Borneo to the Moluccas).
  - P. amabilis subsp. rosenstromii (New Guinea to Queensland).
- P. amboinensis 팔레놉시스 엠보이넨시스 (몰루카 제도 內 슐라웨시).
  - P. amboinensis var. amboinensis (the Moluccas).
  - P. amboinensis var. flavida (Sulawesi)
- P. aphrodite 아프로디테 호접란 (대만. 필리핀).
  - P. aphrodite subsp. aphrodite (필리핀).
  - P. aphrodite subsp. formosana (대만) 별개의 종으로 분류 하는 경우가 있다.
- P. appendiculata 팔레놉시스 아펜디큘라타 (말라야 반도 (북부 보르네오)).
- P. bastianii 팔레놉시스 바스티아니 (필리핀 - 루손 반도).
- P. bellina 팔레놉시스 벨리나 (보르네오).
- P. borneensis 팔레놉시스 보르닌시스(보르네오).
- P. braceana 팔레놉시스 브라시나 (중국 운남성 및 서부 히말라야).
- P. buyssoniana 팔레놉시스 바이소니아나 (인도네이사)
- P. celebensis 팔레놉시스 셀레벤시스 (슐라웨시)
- P. chibae 팔레놉시스 치배 (베트남)
- P. cochlearis 팔레놉시스 코클리어리스 (말라야부터 보르네오)
- P. corningiana 팔레놉시스 코닝기아나 (보르네오)
- P. cornu-cervi 팔레놉시스 코르누-세르비 (인도네시아부터 남부 필리핀)
- P. deliciosa 팔레놉시스 델리시오사 (말레시아 반도)
  - P. deliciosa subsp. deliciosa (Indian subcontinent to Malesia)
  - P. deliciosa subsp. hookeriana (Eastern Himalayas to southwestern China)
  - P. deliciosa subsp. philippinensis (the Philippines)
- P. doweryënsis (Northeastern Borneo).
- P. equestris 팔레놉시스 이퀘스트리스 (대만에서 필리핀 루손 반도)
  - P. equestris var. alba
  - P. equestris var. aurantiacum
  - P. equestris f. aurea (synonym of the accepted name P. equestris (Schauer) Rchb.f., 1850 )
  - P. equestris var. coerulea
  - P. equestris f. cyanochila (synonym of the accepted name P. equestris (Schauer) Rchb.f., 1850 )
  - P. equestris var. leucaspis
  - P. equestris var. leucotanthe
  - P. equestris var. rosea (synonym of the accepted name P. equestris (Schauer) Rchb.f., 1850 )
- P. fasciata 팔레놉시스 파시아타 (필리핀).
- P. fimbriata 팔레놉시스 핌브리아타 (수마트라, 보르네오, 자바).
- P. floresensis 팔레놉시스 플로렌시스 (순다 열도).
- P. fuscata 팔레놉시스 푸스카타 (보르네오부터 필리핀)
- P. gibbosa 팔레놉시스 기보사 (베트남).
- P. gigantea 팔레놉시스 기간테아 (보르네오부터 자바).
- P. hainanensis 팔레놉시스 하이넨시스 (중국 운남성부터 하이난성).
- P. hieroglyphica 팔레놉시스 히에로글리피카 (필리핀 - 루손섬, 레이테섬, 사마르섬, 팔라완섬, 그리고 민다나오섬).
  - P. hieroglyphica var. Alba
- P. honghenensis 팔레놉시스 홍헤넨시스(중국 운남성).
- P. inscriptiosinensis 팔레놉시스 인스크립셔넨시스 (중부 수마트라)
- P. javanica 팔레놉시스 자바니카 (서부 자바).
- P. kunstleri 팔레놉시스 쿤슬레리 (미얀마부터 말라야).
- P. lamelligera 팔레놉시스 라멜리게라 (북부 보르네오).
- P. lindenii 팔레놉시스 린데니(필리핀 루손 반도).
  - P. lindenii var. alba
- P. lobbii 팔레놉시스 롭비 (히말라야 동부부터 미얀마).
- P. lowii 팔레놉시스 로위 (남부 미얀마부터 태국 서부).
- P. lueddemanniana 팔레놉시스 루데만니아나 (필리핀).
  - P. lueddemanniana var. delicata
  - P. lueddemanniana var. ochracea
- P. luteola 팔레놉시스 루테올라 (보르네오 동부).
- P. maculata 팔레놉시스 마큘라타 (말라야부터 보르네오).
- P. malipoensis 팔레놉시스 말리포엔시스 (중국 운남성)
- P. mannii 팔레놉시스 만니 (동부 히말라야부터 중국 운남성).
- P. mariae 팔레놉시스 마리에 (동부 보르네오부터 필리핀 민다나오섬).
- P. micholitzii 팔레놉시스 미코리치 (필리핀 민다나오섬).
- P. modesta 팔레놉시스 모데스타 (보르네오).
- P. mysorensis 팔레놉시스 미소렌시스 (인도).
- P. pallens 팔레놉시스 팔렌스 (필리핀 - 루손, 민다나오섬).
- P. pantherina 팔레놉시스 판데리아나(보르네오).
- P. parishii 팔레놉시스 파리쉬 (동부 히말라야부터 미얀마).
- P. petelotii 팔레놉시스 페테로티 (베트남)
- P. philippinensis 팔레놉시스 필리피넨시스(필리핀 - 루손섬).
- P. pulcherrima 팔레놉시스 풀체리마 (보르네오). 이전 Doritis 속에서 편입.
- P. pulchra 팔레놉시스 풀크라 (필리핀 - 루손섬).
  - P. pulchra var. Alba
- P. regnieriana 팔레놉시스 레그니에리아나 (인도차이나 반도).
- P. reichenbachiana 팔레놉시스 레이첸바키아나 (필리핀 - 민다나오섬).
- P. robinsonii 팔레놉시스 로빈소니 (몰루카 제도).
- P. sanderiana 팔레놉시스 산데리아나 (필리핀 - 민다나오섬).
  - P. sanderiana var. Alba
  - P. sanderiana var. Marmorata
- P. schilleriana 팔레놉시스 쉴러리아나 (필리핀 - 루손, 민도로, and 빌리란섬).
  - P. schilleriana var. immaculata
- P. speciosa 팔레놉시스 스페시오사 (안다만제도).
- P. stobartiana 팔레놉시스 스토바티아나 (중국 - 남부 티벳부터 광시성)
- P. stuartiana 팔레놉시스 스튜어티아나 (필리핀 - 민다나오).
  - P. stuartiana var. nobilis
  - P. stuartiana var. punctatissima
- P. sumatrana 팔레놉시스 수마트라나 (인도차이나 반도, 보르네오부터 필리핀 팔라완섬).
- P. taenialis 팔레놉시스 테니알리스 (동부 히말라야부터 중국 운남성)
- P. tetraspis 팔레놉시스 테트라스피스 (안데만, 니꼬바르섬부터 동부 스마트라).
- P. venosa 팔레놉시스 베노사 (슐라웨시).
- P. violacea 팔레놉시스 비올라세아 (말라야 제도부터 수마트라).
- P. viridis 팔레놉시스 비리디스 (수마트라).
- P. wilsonii 팔레놉시스 윌소니 (중국 - 남부 티벳부터 광시성).
- P. zebrina 팔레놉시스 제브리나 (보르네오).